# Brownsville (Tennessee)
Brownsville település az Amerikai Egyesült Államok Tennessee államában, Haywood megyében, melynek megyeszékhelye is. Lakosainak száma 9788 fő (2020. április 1.).

## Népesség
A település népességének változása:

| 2010 | 10 292 |
| 2020 | 9 788  |